# زوروقو
زوروقو هي بحيرة فصلية تقع بين مدينتي النعمة و كمبي صالح في الحافة الشمالية لوادي 'الخط' الذي يفيض في فصل الخريف بالمياه القادمة من الشرق ومتجهة غربا. تقع زوروقو على بعد 12 كم إلى الشمال الشرقي من مدينة كمبي صالح (عاصمة إمبراطورية غانا التاريخية) و50 كم إلى الجنوب من مدينة تمبدغة وتتبع زوروقو لبلدية كمبي صالح التابعة لمقاطعة تمبدغة.
عرفت غابة زوروقو تاريخيا بالمعركة التي دارت رحاها في عين المكان بين قوات المستعمر الفرنسي والمقاومة الوطنية بقيادة الشيخ ولد عبدوكه وإزوين ولد عبدوكه حيث علمت القوات الفرنسية بورود أفراد من المقاومة بئر البدع (30 كم شمال تمبدغة) فقامت سرية من الجيش الفرنسي مدعومة بمجندين (كوميات) بتقفي أثرهم نحو الجنوب فسلكوا طريقا يمر ببئر المالحة ،بحيرة أمات التيكاتن، أكنكاي ،بيرة، لكليوات الشرقين وأخيرا عزز أفراد المقاومة مواقعهم في كمين حول بحيرة زوروقو وعندما ورد أفراد السرية الفرنسية البحيرة باغتهم رجال المقاومة وبعد معركة شرسة تمكن رجال المقاومة من القضاء على السرية الفرنسية.